# Niccolò Orsini
Niccolò Orsini anche conosciuto come Niccolò di Pitigliano (Pitigliano, 1442 – Lonigo, 27 gennaio 1510) è stato un condottiero italiano, conte di Pitigliano e di Nola.

## Biografia

### Primi anni
Niccolò Orsini nacque a Pitigliano, in Maremma, figlio di Aldobrandino Paioletti II, conte di Pitigliano, e di sua moglie Bartolomea. Era discendente di Romano "Romanello" Orsini, conte di Nola, che aveva acquisito la signoria della piccola città toscana di Pitigliano nel 1293 sposando Anastasia de Montfort, erede degli Aldobrandeschi signori della città. I suoi genitori provenivano entrambi da rami diversi della famiglia Orsini.
Con il fratello Ladobrando seguì le orme del padre e formò una compagnia di ventura, offrendo i suoi servigi allo Stato Pontificio nel 1458, poi al Regno di Napoli nel 1463, e a Firenze nel 1473, con il grado di Maresciallo di Campo della Repubblica. Nel 1478, a seguito della congiura dei pazzi e della conseguente guerra, difese la Firenze di Lorenzo il Magnifico dall'invasione delle forze papaline, napoletane e senesi che avevano appoggiato la congiura. Nel 1480 fu firmata la pace e l'anno successivo Niccolò si mise al soldo del regno di Napoli per contrastare l'occupazione ottomana di Otranto. Nel 1482 combatté nuovamente per lo Stato Pontificio nella Guerra di Ferrara, prendendo parte alla vittoriosa battaglia di Campomorto, mentre nel 1485 tornò a servire Firenze, con il grado di Capitano Generale della Repubblica (il più alto grado militare della città). Fu assoldato per la terza e ultima volta dal pontefice nel 1489 come capitano generale dell'esercito Pontificio. Nel 1494 guidò le forze papaline contro il re di Francia Carlo VIII, che era calato in Italia per conquistare il regno di Napoli, ma fu sconfitto e catturato presso Nola. L'anno successivo Niccolò riuscì a liberarsi e a raggiungere il campo della lega santa antifrancese durante la battaglia di Fornovo.

### Al servizio della repubblica di Venezia
Nel 1495 l'Orsini iniziò a servire la repubblica di Venezia, prima come comandante in seconda e poi dal 1498 come capitano generale delle milizie Veneziane. Nella seconda guerra d'Italia occupò Cremona e Ghiera d'Adda (1499) che erano state concesse a Venezia dal re Luigi XII di Francia in cambio dell'appoggio della repubblica alla sua conquista del Ducato di Milano. Alla caduta del regno dei Borgia nel 1503, l'Orsini occupò Rimini e Faenza, le cui famiglie nobiliari avevano richiesto di entrare a far parte della repubblica di Venezia.
Quando, il 15 aprile 1509 il re Luigi XII di Francia lasciò Milano con circa quarantamila uomini e invase il territorio veneziano dando inizio alla Guerra della Lega di Cambrai, Venezia affidò il comando dell'esercito con il compito di contrastarlo a Niccolò di Pitigliano e a suo cugino Bartolomeo d'Alviano.
I disaccordi tra Pitigliano e Alviano come modo migliore per fermare l'avanzata francese hanno impedito ai due di unire le forze per opporsi ai francesi. Di conseguenza, quando Luigi ai primi di maggio attraversò il fiume Adda e Alviano gli avanzò incontro, Pitigliano, credendo fosse meglio evitare la battaglia campale, si spostò verso sud.
Il 14 maggio Alviano affrontò i francesi nella battaglia di Agnadello. In inferiorità numerica, inviò richieste di rinforzo al cugino, il quale rispose con l'ordine di interrompere la battaglia e proseguì per la sua strada. Alviano, ignorando i nuovi ordini, continuò lo scontro e il suo esercito fu circondato e distrutto.
Pitigliano riuscì a evitare di incontrare Luigi, ma le sue truppe mercenarie, venute a sapere della sconfitta di Alviano, avevano disertato in gran numero la mattina seguente, costringendolo a ritirarsi a Treviso e a Mestre con ciò che restava dell'esercito, che ora contava solo circa 6 000 cavalieri e 7-8 000 fanti.
Il crollo veneziano era completo; Luigi continuò ad occupare il territorio della repubblica a est di Brescia senza incontrare alcuna resistenza significativa. Le principali città che non erano state occupate dai francesi, Padova, Verona e Vicenza, furono lasciate indifese dalla ritirata di Pitigliano e si arresero rapidamente a Massimiliano I d'Asburgo quando gli emissari imperiali arrivarono in Veneto.

Il papa Giulio II, avendo nel frattempo emesso un interdetto contro Venezia che scomunicava ogni cittadino della Repubblica, invase la Romagna e si impadronì di Ravenna con l'aiuto del Duca di Ferrara, che dopo aver aderito alla Lega ed essere stato precedentemente nominato Gonfaloniere della Chiesa il 19 aprile, annesse ai suoi territori Polesine.

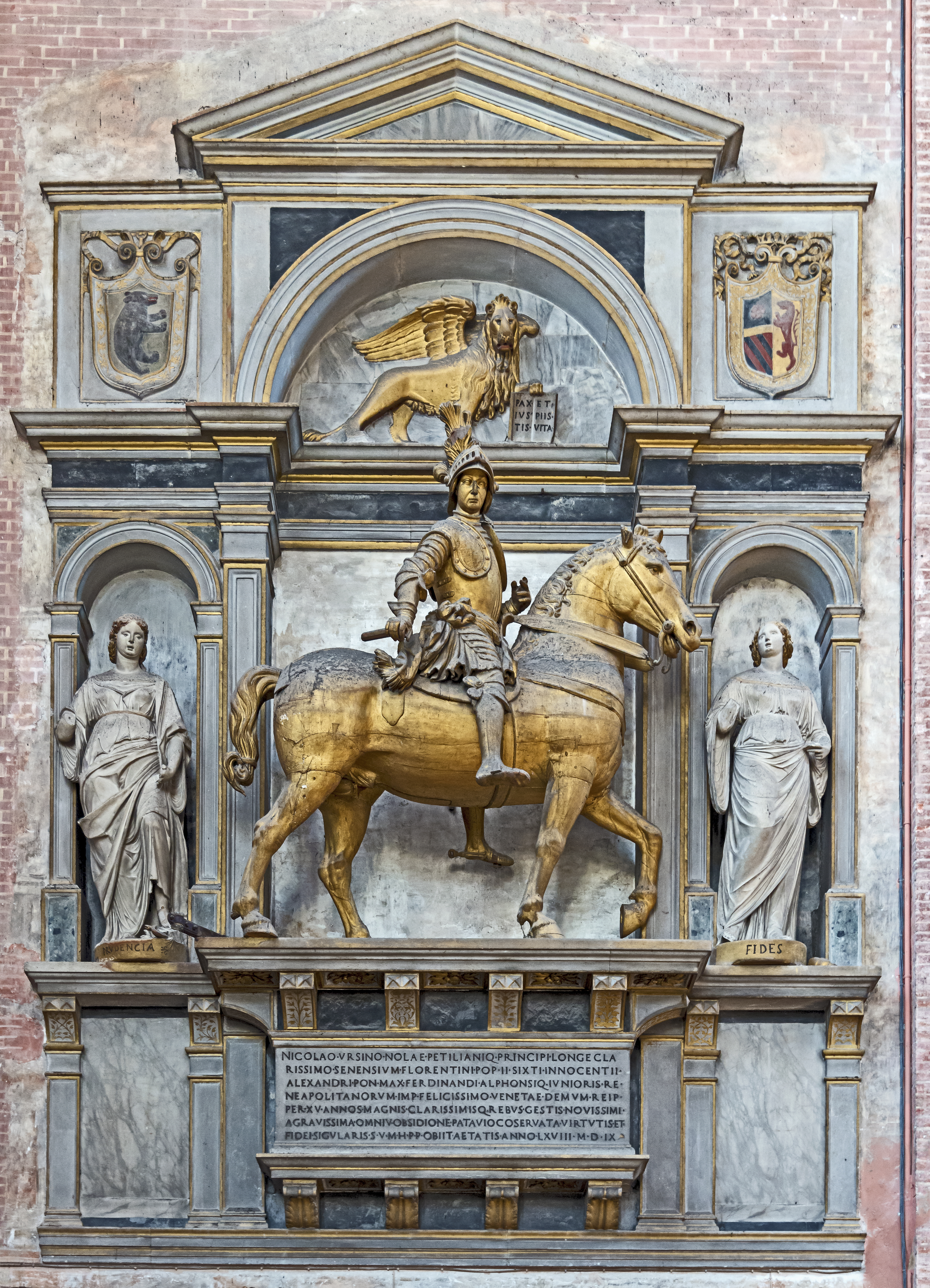
Venezia, Basilica dei Santi Giovanni e Paolo, monumento funebre a Niccolò Orsini.

I governatori imperiali appena arrivati, tuttavia, si dimostrarono rapidamente impopolari. A metà luglio i cittadini padovani, aiutati da un distaccamenti di cavalleria veneziana al comando del provetto Andrea Gritti, si ribellarono; i lanzichenecchi che presidiavano la città erano troppo pochi per opporre un'efficace resistenza e Padova tornò sotto il controllo veneziano il 17 luglio.
Il successo della rivolta spinse Massimiliano all'azione. Ai primi di agosto un imponente esercito imperiale, accompagnato da corpi di truppe francesi e spagnole, partì da Trento verso il Veneto. A causa della mancanza di cavalli, oltre che della disorganizzazione generale, le forze di Massimiliano non sarebbero arrivate a Padova fino a settembre, dando a Pitigliano il tempo di concentrare le truppe che glierano ancora disponibili in città. L'assedio di Padova iniziò il 15 settembre; sebbene l'artiglieria francese e imperiale avesse distrutto con successo parte delle mura di Padova, i difensori, forti di ben 20 000 combattenti, riuscirono a tenere la città fintanto che Massimiliano, sempre più impaziente e con l'esercito che soffriva di malattie, malnutrizione e scoramento, fu costretto a levare l'assedio il 30 settembre, ritirandosi nel Tirolo con la parte principale del suo esercito.
A metà novembre Pitigliano riprese l'offensiva: le truppe veneziane sconfissero facilmente le restanti forze imperiali catturando Vicenza, Este, Feltre e Belluno. Anche se un successivo attacco a Verona fallì, l'Orsini riuscì a distruggere un esercito papale al comando di Francesco II Gonzaga nel processo.
La sconfitta della flotta veneziana nella battaglia di Polesella e l'inizio di una nuova offensiva francese costrinsero l'Orsini a ritirarsi ancora una volta a Padova.
Nel gennaio 1510 Niccolò di Pitigliano fu ferito mortalmente e morì a Lonigo, lasciando il comando dell'esercito veneziano ad Andrea Gritti. Fu sepolto nella Basilica di San Giovanni e Paolo, tradizionale luogo di sepoltura dei dogi, e successivamente le sue spoglie furono spostate a Brescia. All'Orsini sono dedicati tre monumenti funebri: uno a Venezia, uno a Brescia, e uno a Fiano Romano, nelle sue terre nel Lazio.

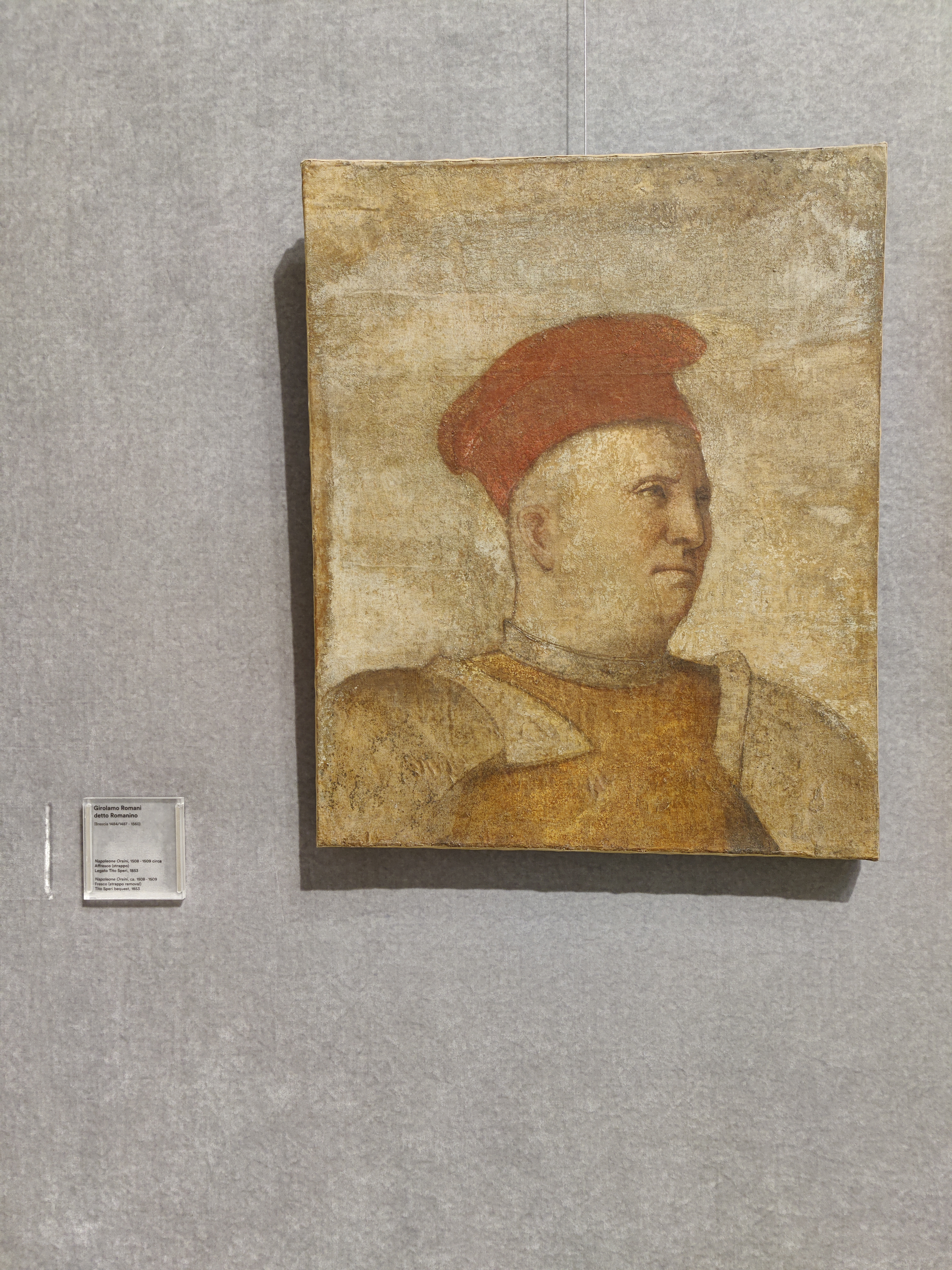
Romanino, affresco di Niccolò Orsini strappato da Palazzo Orsini (Ghedi), Pinacoteca Tosio Martinengo, Brescia.

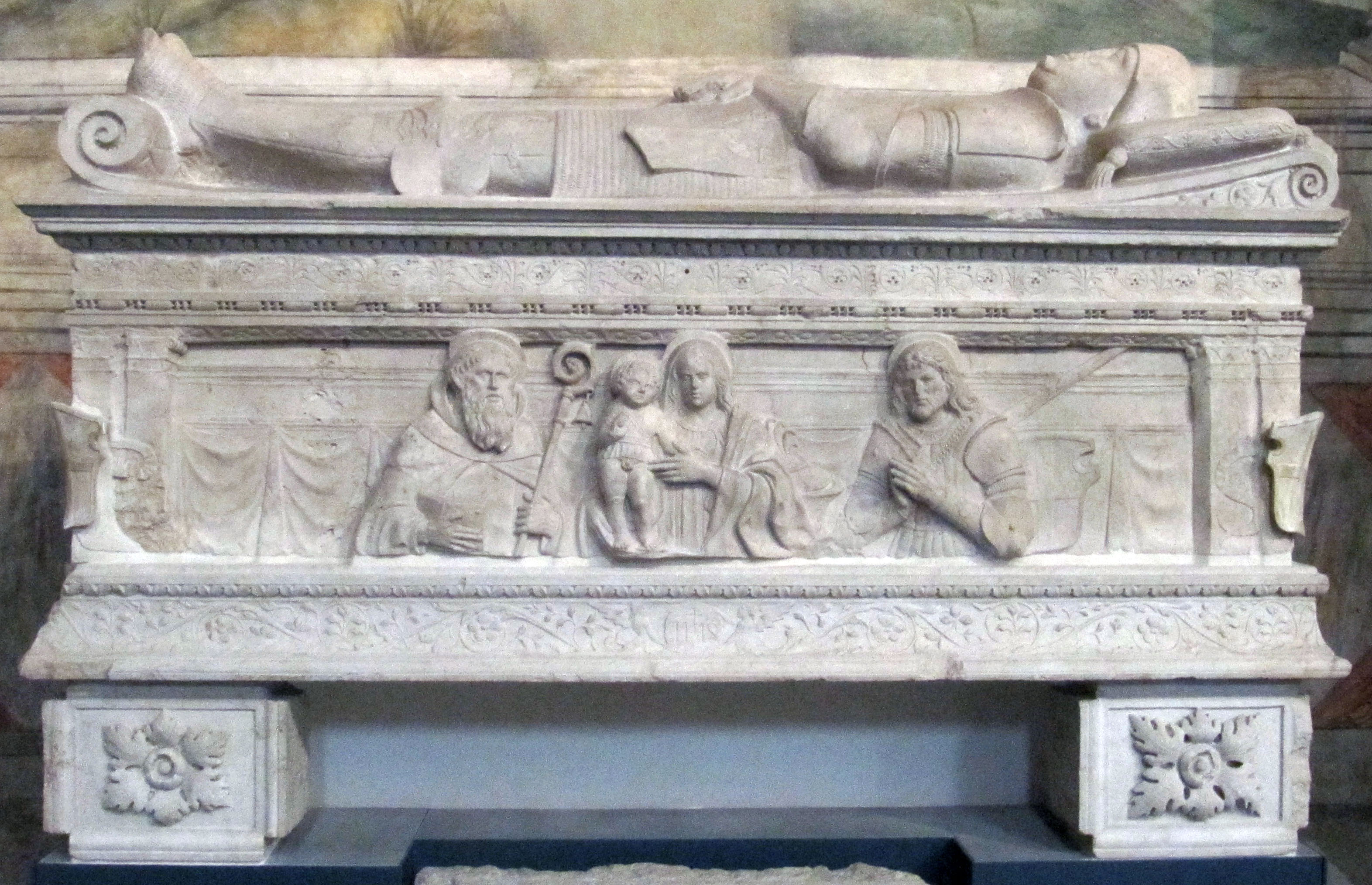
Antonio Mangiacavalli, Monumento funebre di Nicolò Orsini, primo decennio del XVI secolo, museo di Santa Giulia, Brescia

## Discendenza
Niccolò si sposò due volte ed ebbe undici figli:
- nel 1467 con Elena Conti (?-1504):
  - Francesca (1469-1563), sposò Sigismondo Carafa, conte di Montecalvo
  - Lella, sposò Angelo Farnese, fratello di papa Paolo III
  - Aldobrandino (?-1527), arcivescovo di Nicosia e conte di Nola
  - Ludovico (?-1534), conte di Pitigliano
  - Bartolomea, sposò Federico Sforza di Santa Fiora
  - Dianora, sposò Paolo Savelli
  - Gentile (?-1504), sposò Caterina d'Aragona
- con Guglielmina:
  - Giovanni, morto in tenera età
  - Chiappino (?-1515), condottiero, sposò Alfonsina (Anfrosina) Mauruzi, discendente di Niccolò da Tolentino
  - Gianfrancesco, condottiero
  - Brigida, sposò Riccardo Alidosi di Imola

## Possedimenti
- Palazzo Orsini, Ghedi
- Castello ducale Orsini
- Corte Castello, Casalmoro
- Fondo "Cacciabella", Asola